# Erzähltheorie
Die Erzähltheorie oder Erzählforschung ist ein interdisziplinäres Arbeitsgebiet der Geistes-, Kultur- und Sozialwissenschaften, in dem eine systematische Beschreibung der Darstellungsform eines Erzähltextes angestrebt wird.
Die englische Bezeichnung lautet „narratology“, die französische „narratologie“. Deshalb taucht auch im Deutschen der Begriff Narratologie auf. Die Bezeichnung „Narrativik“ hat sich dagegen nicht allgemein durchgesetzt. Allerdings wird die Erzähltheorie oft nur als Teilgebiet einer weiter gefassten Narratologie angesehen, die darüber hinaus die Geschichte des Erzählens, insbesondere die Gattungsgeschichte der erzählenden Prosa, sowie Anwendungsaspekte in Form der konkreten Erzähltextanalyse umfasst.

## Einleitung
Gegenstand der Erzähltheorie ist jede Art erzählender Texte – von der erzählenden Literatur (Epik) über Geschichtsschreibung bis hin zu Interviews, Zeitungsartikeln, Spielfilmen, Fotos oder Witzen. Fächer, in denen die Erzähltheorie eine wichtige Rolle spielt, sind Literaturwissenschaft, Medienwissenschaft, Geschichtswissenschaft und Soziologie.
Nach Monika Fludernik (2006) sei die Erzähltheorie der Versuch, die „typischen Konstanten, Variablen und Kombinationen des Erzählens“ zu beschreiben sowie „innerhalb von theoretischen Modellen die Zusammenhänge zwischen den Eigenschaften narrativer Texte zu klären.“
Helmut Utzschneider und Stefan Ark Nitsche (2001) sehen im Erzählen ein Geschehen, welches sich „in mindestens zwei Welten und Zeiten gleichzeitig abspielte“. Es sei die „Welt von der erzählt wird“, im Vergleich zu der „Welt in der erzählt wird“.  
Der Kommunikationswissenschaftler Harold Dwight Lasswell entwarf im Jahre 1948 ein Modell, die „Lasswellsche-Formel“ (englisch Lasswell's model of communication or Lasswell's communication model), das danach fragte: Wer sagt was, in welchem Kanal, zu wem mit welchem Effekt? (englisch Who says what in which channel to whom with what effect?). Ein Ansatz, der sich sowohl auf die verbale als auch auf die nonverbale Kommunikation bezieht.
Fix (2008) entwickelte auf der Basis des Lasswellschen Ansatzes eine Zuordnung zu sechs Aspekten der Schreibkompetenz, die er als „interdependente Fragen im Schreibprozess“  bezeichnete:
- Selbsteinschätzung (wer),
- Schreibanlass (warum),
- Zielbestimmung (wozu),
- Adressateneinschätzung (für wen),
- Textgegenstand (was),
- konkrete sprachliche Mittel (auf welche Weise)

Hingegen spezifiziert die Erzähltheorie genauer das Who says what (…), indem sie die versprachlichten Geschehen, die Art des Erzählens, der Perspektive, der Frage, ob die Geschehen faktuale oder fiktionale sind, differenziert und untersucht.

## Geschichte der Erzähltheorie
Die neuere Erzähltheorie wurde ab 1915 in Ansätzen vom Russischen Formalismus entwickelt und vom Strukturalismus seit den 1950er Jahren weiter ausgearbeitet, wobei Tzvetan Todorov zu den wichtigsten Vermittlern der formalistischen Ansätze in Frankreich gehörte. Der hier entwickelte strukturalistische Ansatz – mit späteren Ergänzungen – ist bis heute maßgeblich, es gab jedoch nie eine einheitliche strukturalistische Erzähltheorie. Wichtige Theoretiker der Narratologie sind Gérard Genette, Claude Lévi-Strauss, Roland Barthes, Roman Jakobson und Paul Ricœur. Die strukturelle (formalistische) Erzähltheorie wird oft durch interdisziplinäre Ansätze, so durch die Semiotik ergänzt, wozu insbesondere Juri Lotman beigetragen hat. Im deutschen Sprachraum war Franz Karl Stanzel der erste Vertreter der Erzähltheorie.
Jörg Schönert (2006) grenzt, zeitlich und inhaltlich orientierend, vier Phasen der modernen ‚Narratologie‘ voneinander ab und gibt folgende Übersicht:
- In der ersten Phase von 1910 bis 1965 wurden insbesondere die Problemfelder des „Erzählens“ (Käte Friedemann) und die Kunst des Romanschreibens thematisiert (hier zeichnen sich Henry James, Edward Morgan Forster, Percy Lubbock als relevant ab). Der sich mit dem Ende der ersten Phase überlappende Zeitraum von 1955 bis 1965, war die Periode ,proto-narratologischer' Konzepte, die in den unterschiedlichen Wissenschaftskulturen auftraten (hierfür stehen Jean Pouillon, Wayne Clayson Booth, Günther Müller, Eberhard Lämmert, Käte Hamburger, Franz Karl Stanzel u. a. m.).
- In der zweiten Phase, die sich anschloss und von 1965 bis ca. 1975/1985 andauerte, wurde zunächst eine ,klassisch-orientierte' (strukturalistische) Narratologie für fiktionale Erzählprosa entwickelt (hierfür stehen Roland Barthes, Algirdas Julien Greimas, Claude Bremond, Tzvetan Todorov, Gérard Genette). Aus den theoretischen Überlegungen leiteten sich dann u. a. didaktisch orientierte ‚Pragmatisierungen‘ dieses Wissenssystems ab, die ihr Zentrum vor allem in der angelsächsischen Wissenschaftskultur, unter Einschluss von Israel und den Niederlanden fanden (wichtige Vertreter sind Mieke Bal, Shlomith Rimmon-Kenan, Dorrit Cohn, Seymour Chatman, Gerald Prince u. a. m).
- In einer dritten Phase, in der Zeit von 1980 bis 1995, formierte sich die Kontroverse um eine zu enge Interpretation des Wissenschaftsanspruchs der ‚Narratologie‘. Es kam zu ,Dekonstruktionen' der Narratologie, zugleich werden ,Narrative' für nicht-literarische Bereiche, etwa im Film, in der Historiografie, der biblischen Exegese, im Journalismus, der ökonomischen Theorie, der Ethik und der Rechtspraxis erkannt und ein Schritt hin zu einer Neuinterpretation der Narratologie als englisch new narratologies vollzogen.
- In der vierten Phase, die Mitte der 1990er Jahre einsetzte, begann die ,Renaissance' (englisch reconsideration) und Rückbesinnung auf einen als ,neoklassische Narratologie' bezeichneten Ansatz. Er versuchte die ,klassische Narratologie' zu präzisieren und zu differenzieren, um sie im theoretischen Ansatz ‚beweglicher‘ zu gestalten sowie sie andererseits im Sinne einer kulturtheoretisch gerechtfertigten Universalisierung einzubringen (hierfür stehen David Herman, Monika Fludernik u. a. m.). Im Zusammenhang mit neuen Entwicklungen geistes- und kulturwissenschaftlicher Forschung ändern sich letztlich Begründungen, Funktionen und Reichweite der ‚Narratologie‘ und ihrer einzelnen Konzepte.

Zusammenfassend lässt sich konstatieren, dass die wichtigen Erzähltheoretiker Dorrit Cohn, Käte Hamburger, Harald Weinrich, Lubomír Doležel, Percy Lubbock, Käte Friedemann, Edward Morgan Forster sind.
Die traditionelle Erzähltheorie, vertreten durch Franz Karl Stanzel, Gérard Genette, Seymour Chatman u. a. m, beschäftigt sich mit Elementen des „discours“ („Erzählweise“). Andere Theoretiker nehmen eher die Strukturen der „histoire“ („Erzählinhalt“) in den Blick.
Die „klassische“, strukturalistische Narratologie betrachtet literarische Werke als für sich bestehende Systeme oder Strukturen. Sie lässt den Entstehungs- und Herstellungszusammenhang bei der Erzähltextanalyse weitgehend unberücksichtigt. Die „postklassischen“, poststrukturalistischen Erzähltheoretiker vermissen die Einbettung der Erzähltexte in sprachliche Praktiken und soziale Zusammenhänge. Sie deuten Erzählungen nicht als Sprechakte von textinternen Äußerungsinstanzen, sondern als sprachliche Handlungen von Textproduzenten, die in historische und kulturelle Kontexte eingebunden sind.

## Jüngere Richtungen der Narratologie
2009 unterschied Ansgar Nünning 16 kontextualistische und/oder kulturalistische Richtungen der Narratologie im Bereich der Literary and Cultural Studies und ordnete die Namen einzelner Vertreter zu, manche von ihnen mehreren dieser Richtungen, etwa Monika Fludernik und sich selbst.
2011 geben die vier Herausgeber des Bandes Strange voices in narrative fiction in ihrer Einleitung zu bedenken, dass einerseits die Erweiterung des Feldes narratologischer Studien wertvoll ist, andererseits aber die Gefahr besteht, dass spezifisch literarischen Qualitäten zu wenig Aufmerksamkeit geschenkt wird. Sie benennen als Tatsache, dass literarische Erzählweisen (Narrative) „excel in the construction of and playing with the strangeness of the written, narrating voice“ (dt. etwa: „sich auszeichnen in der Konstruktion von und dem Spiel mit der Fremdartigkeit der geschriebenen, erzählenden Stimme“).
Die erzähltheoretische Grundannahme von Franz Stanzel und Gérard Genette, dass jede fiktionale Erzählung einen fiktiven Erzähler haben müsse (Pan-Narrator Theory), wird seit 2021 durch die von Brian Boyd, Jonathan Culler und Sylvie Patron verteidigte „Lehre von der Wählbarkeit des Erzählers“ (Optional-Narrator Theory) in Frage gestellt. Weitere bekannte Vertreter dieser Auffassung sind Dietrich Weber und Tilmann Köppe.

## Definitionen
Die verschiedenen Vertreter der Erzähltheorie verwenden unterschiedliche Begriffe, die auch hinsichtlich ihres Bedeutungsumfanges voneinander abweichen. In Anwendung der verschiedenen Theorien und deren Terminologie empfiehlt es sich, auf eine einheitliche Verwendung der Begriffe zu achten. Falls es zu den bevorzugten Fachausdrücken Entsprechungen in anderen Theorietraditionen gibt, sollte darauf hingewiesen werden.

### 'Erzählung'
Köppe und Kindt (2014) definieren in einer minimalistischen, d. h. einer weiter gefassten Weise, eine Erzählung wie folgt:

„Ein Text ist genau dann eine Erzählung, wenn er von mindestens zwei Ereignissen handelt, die temporal geordnet sowie in mindestens einer weiteren sinnhaften Weise miteinander verknüpft sind.“

Ähnlich beschreibt es Friedmann (2018), der als Minimaldefinition für eine Erzählung eine Kette von Ereignissen in der Zeit und im Raum als grundlegend sieht. Dabei ist das wichtigste Merkmal des Narrativen die kausale Verknüpfung der Handlungen und Ereignisse. Geschichten erzählen in einer Kausalkette das „Wie“ und das „Warum“ von Veränderungen, ohne dass dabei diese Verknüpfungen der Geschehnisse notwendigerweise vorhersehbar wären. Denn ein weiteres narratives Merkmal ist die des Wendepunktes. Solche Wendepunkte sind Ungewissheiten oder (potentielle) Handlungsinstabilitäten und -inkonsistenzen, sie eröffnen in einer Erzählung Alternativen, bei der die Handlung in der einen oder anderen Weise weitergeführt wird.
Texte zeichnen sich durch Kohärenz und Geschlossenheit aus, diese werden durch grammatische, inhaltlich-thematische und pragmatische Mittel erzeugt. Treten in einem Text mindestens zwei temporal geordnete Ereignisse auf, entsteht eine Erzählung dadurch, dass Sprecher/Schreiber und Hörer/Leser im gegebenen kommunikativen Kontext die Ereignisse als miteinander verknüpft zu deuten vermögen. Erzählungen sind kommunikative Akte.
Zur Identifikation eines Ereignisses sind hierbei drei Aspekte relevant: ein Zeitpunkt, ein Gegenstand oder Sachverhalt und etwas, das von dem Gegenstand oder dem Sachverhalt ausgesagt wird. Als temporale Relation kommen Gleichzeitigkeit und Nachzeitigkeit zum Tragen.
Lahn und Meister (2008/2016) verstehen unter Erzählen das (sprachliche) Ausdrücken, Verknüpfen und gleichzeitige thematische Ordnen von (wahren oder vorgestellten) Fakten zu Geschichten. Ferner sehen sie das Erzählen, wie auch das Sprechen selbst als eine anthropologische Universalie an.
Die Autoren differenzieren die Begriffe Geschehen, Ereignis, Geschehnis und Geschichte, die sie im Sinne von Schmid als Teil der Handlung verstehen und im Gegensatz zum Diskurs (Erzählung, Erzähltext) stellen, wie folgt
- das Geschehen ist die Gesamtheit aller unauffälligen oder unmarkierten Geschehnisse und auffälligen, markierten Ereignisse. Damit wird das Geschehen zur chronologischen Gesamtsequenz.
- Markierte Zustandsänderungen mit einem impliziten Erwartungsbruch werden Ereignisse genannt. Ein Ereignis ist eine Zustandsänderung die nicht erwartet werden konnte oder ein Ausbleiben mit dem nicht zu rechnen war; Schmid spricht von Imprädiktibilität (Unvorhersagbarkeit).[23] Es sind auffällige, markierte Zustandsänderungen.
- Regelmäßige und erwartbare Zustandsänderungen werden als Geschehnis bezeichnet; es sind die unauffälligen oder unmarkierten Zustandsveränderungen.
- die Geschichte umfasst in der Regel alle Ereignisse, aber nicht alle Geschehnisse. In einer Geschichte bezieht sich der Betrachter auf einen Komplex besonders hervorgehobener Ereignisse.

Damit bauen sich (erzählerische) Handlungen in dem vorgestellten Begriffsinventar aus Geschehnissen und Ereignissen auf. Während der Begriff „Handlung“ im deutschsprachigen Raum verwendet wird, wird sie etwa bei Genette als histoire und in der anglo-amerikanischen Erzähltheorie als story (plot) bezeichnet, der „Diskurs“ bei Genette als récit (narration) und im Angelsächsischen als plot (story). Während sich der „Diskurs“ als die kompositorische und sprachliche Realisierung einer Erzählung versteht; er verweist auf das „wie“ der Erzählung, wird in der „Geschichte“ der Gegenstand der Erzählung ausgemacht; sie verweist auf das „was“ der Handlung.
In Anlehnung an die Arbeiten des französischen Strukturalisten Algirdas Julien Greimas identifizierte der Romanist Karlheinz Stierle als Charakteristikum einer Erzählung, die sich immer weiter ausdifferenzierenden Oppositionspaare, die er „narrative Basisoppositionen“ nannte.
In der Setzung der Oppositionspaare sei ein basales, prototypisches Gestaltungsprinzip des Narrativen verwirklicht, eine conditio sine qua non jenseits der ein Text als Geschichte nicht wahrnehmbar ist.
Dabei konkretisieren sich die Oppositionspaare in vielfältiger Weise, etwa in Orten, Figuren, Wertesystemen, Gut und Böse, Loyalität und Illoyalität, Sprachen, ästhetischen Anschauungen, kultureller Ordnung, Religionen sowie in Konflikten, Emotionen, erzählerischen Wendepunkten und transformatorischen Prozessen. Die narrativen Basisoppositionen fungieren als strukturierendes Prinzip auf der semantischen Ebene.

### 'Fiktional'/'Faktual'
Es ist schwierig, eine klare Unterscheidung zwischen fiktionalen und faktualen Texten zu finden.
Faktualität oder faktuales Erzählen hat die Funktion, Sachverhalte mitzuteilen, was aber unabhängig davon ist, ob die Darstellung der Sachverhalte zutreffend ist oder (absichtlich oder unabsichtlich) unzutreffend. Einerseits wird in vielen faktualen Textsorten mit Techniken gearbeitet, die als charakteristisch für fiktionale Literatur gelten (z. B. in Reportagen, Geschichtsschreibung). Andererseits beziehen sich die meisten fiktionalen Texte auf Orte, Zeiten und Sachverhalte der Wirklichkeit, d. h. die Fiktion besteht fast ausschließlich aus fiktionalisiertem Realem.
Gérard Genette differenziert faktuale von fiktionalen Erzählungen. Dabei nehmen die faktualen Erzählungen, so etwa Autobiographien, Biographien, Berichte, Protokollaufzeichnungen oder Chroniken, für sich einen Wirklichkeitsanspruch ein und damit auch eine „Referenzialisierbarkeit“ der Geschehnisse an, so dass sie vom Leser für grundsätzlich wahr gehalten werden können. Obzwar faktuale Texte nicht von erfundenen Figuren, Gegenständen und Ereignissen handeln, können sie jedoch dabei durchaus literarisch sein und somit über eine eigene „Poetizität“ verfügen. Sie können als narrative Modelle der Wirklichkeit verstanden werden, als sprachlich erarbeitete, konstruktive Verstehensentwürfe, die textuelle Realitäten erschaffen.
Hempfer (1990) gliedert in:
- Fiktionssignale, das sind alle Merkmale, die die Fiktionalität eines Werkes anzeigen, sprich alle Merkmale, durch die sich fiktionale Texte als solche zu erkennen geben. Der Gebrauch von Fiktionssignalen unterliegt historischem Wandel und ist durch Konventionen bedingt (Kontrakt des inszenierten Diskurses).
- Formale Fiktionssignale beschreiben das Wissen des Lesers um die Hintergründe der Entstehungssituation der Erzählung, der Rezeption und der Kommunikationssituation, sie sind daher kontextuell. Durch die Gattungsangabe (z. B. Roman) kann ein Fiktionsvertrag mit dem Leser entstehen.
- Textinterne Fiktionssignale betreffen die innere Ordnung und Organisation des Textes, beispielsweise Zeit, Erzählsituation, das Verhältnis A-N-P (Autor – Narrateur/Erzähler – Protagonist).

Zipfel (2001) sieht Texte, in denen „Fiktives“ dargestellt wird, als „fiktional“ an. Wobei er die Adjektive „fiktiv“ und „fiktional“ gemäß der entsprechenden Duden-Definitionen verwendet; „fiktiv“ als die Nicht-Wirklichkeit des Dargestellten, „fiktional“ auf einer Fiktion beruhend.
Fiktivität der Geschichte beinhaltet oder impliziert die Fiktionalität des Erzählens.
|                    | Geschichte real         | Geschichte fiktiv         |
| Erzählen faktual   | 1. faktualer Erzähltext | 2. fiktionaler Erzähltext |
| ------------------ | ----------------------- | ------------------------- |
| Erzählen fiktional | 3. Grenzfälle           | 4. fiktionaler Erzähltext |

Nach Zipfel (2001) sind die Felder „1.“ „2.“ und „4.“ interpretatorisch unproblematisch. In „3.“ sind Grenzfälle eingeordnet, in denen mit den Mitteln des fiktionalen Erzählens tatsächliche Geschehnisse erzählt werden, etwa der historische Roman, fiktionale (Auto-)Biografien realer Personen, oder das Sujet der non-fiction novels.
In der Autobiographie gibt es eine spezifische Übereinkunft zwischen Verfasser und Leser, den autobiographischen Pakt, nach Philippe Lejeune. Die Identität von Autor, Erzähler (Narrator) und Protagonist (A=N=P) garantiert dem Leser den faktualen Status des Textes. Der Autor bürgt mit seinem Eigennamen, nicht für Exaktheit, sondern für aufrichtiges Bemühen („Bitte glaube mir!“).

### 'Figur'
Figuren können einerseits als menschenähnliche oder anthropomorphe Vorstellungen gesehen werden, andererseits als durch die Sprache erzeugte Textkonstrukte (siehe „Theorie der möglichen Welten“). Die literarischen Figuren definieren sich in einer erzählten, fiktiven Welt. Fiktionen sind zwar nicht strenggenommen referentiell, da sie nicht auf gegebene außersprachliche Objekte oder Sachverhalte verweisen, sondern sie erschaffen erst durch performative Sprechakte eine nicht-wirkliche Welt. Fiktionale Figuren jedoch können teilweise als Existenzen jenseits von Sprache gesehen werden, da sie (etwa in den weiteren Gedanken der Leser) auch außerhalb des sie erschaffenden Textes eine Rolle spielen können. Figuren treten dennoch nur durch die Sprache in Erscheinung (Figurenrede).

### 'Raum'
Die alltägliche Raumerfahrung wird in einer Erzählung, in einer fiktionalen Welt als Kategorie nur mittelbar erfahrbar. Der sprachlich dargestellte Raum, erschließt sich nicht als visuelle, alltägliche Raumerfahrung; es fehlt die Augenblicklichkeit des Erfassens eines Raumes.
Auf der Ebene der Geschichte, der „histoire“, der Ebene des „Was“ der Erzählung können primär zwei Kategorien von Orten oder Räumen unterschieden werden:
- Erzählraum: er definiert den Ort, an dem der Erzähler sich aufhält und aus dem er spricht.
- Handlungsraum: er definiert Ort oder Orte, von wo aus die Figuren agieren und die Ereignisse stattfinden.[43] sowie der
- Semantisierte Raum: der erzählte Raum ist a priori schon immer semantisiert, das heißt bedeutungshaft, da es keinen „neutralen oder leeren Raum“ in der Erzählung gibt. Raum steht im engen Zusammenhang und Wechselspiel zu den Aspekten der Figur und den Regeln und Gesetzmäßigkeiten des textuellen Werkes.

Stanzel stellte in der Theorie des Erzählens (1979/2008) folgende These auf, die nicht ohne Widerspruch blieb: In einer (traditionellen) auktorialen Erzählung werden Räume zumeist nicht perspektivisch beschrieben. Erst mit dem personalen Roman, in dem die Sichtweise einer Figur dominant wird, werden, dem Blick der Figur folgend, räumliche Begebenheiten beschrieben und erlaubten daher auch deren Rekonstruktion des fiktionalen Raumes.

## Erzähltheorie Gérard Genettes
Die strukturalistische Erzähltheorie nach Gérard Genette wurde an literarischen Texten entwickelt. Ihre Analysekategorien sind hauptsächlich auf die Epik bezogen. Ein erzählender Text kann nach folgenden Kategorien analysiert werden: Zeit, Modus der Erzählung, Stimme des Erzählers.
Boris Wiktorowitsch Tomaschewski aus dem Umfeld der literaturtheoretische Schule des Russischen Formalismus unterschied und beschrieb in seinem Buch Theorie der Literatur (1925) die „fabula“ (russisch фабула) als die Gesamtheit der Ereignisse, den narrativen Stoff, der einer Erzählung zugrunde liegt, während er mit „sjužet“ (russisch сюжет) ihre versprachlichte Verknüpfung im Text selbst bezeichnete.
Aufbauend auf den Analysen des russischen Formalisten Tomaschewski und des französischen Strukturalisten Todorov, entwickelte nun Gérard Genette im Jahre 1972 in seinem Discours du récit sein literaturwissenschaftliches Instrumentarium zur Erzähltextanalyse.
Die Genettesche Narratologie kennt lediglich die Dichotomie Diskurs, „discours“ und Geschichte, „histoire“; die Ebene des „discours“, in der das Geschehene sprachlich dargestellt wird, beschreibt „das Wie der Darstellung“, hingegen die Ebene der „histoire“, die ein fiktives oder reales Geschehen bezeichnet, „das Was der Darstellung“.
Die zentrale Bedeutung des Textes und der fiktionalen Welt, die durch ihn geschaffen wird, erfordert eine klare Trennung von „discours“, der Art und Weise, wie die Information vermittelt wird, und der „histoire“, der Ereignisfolge und sämtlicher Relationen und Regeln, die innerhalb der Welt gültig sind.
Genette ergänzt sein Modell: Er unterteilt zunächst den Begriff „discours“ in „récit“ und „narration“. Ausgehend von der Unterscheidung der Dimensionen „récit“, der narrativen Aussage, der Erzählung, „histoire“, dem narrativen Inhalt, der Geschichte als solches und „narration“, dem Akt des Erzählens selbst, ermöglicht es sein Konzept, die Beziehungen der einzelnen Dimensionen zueinander zu analysieren. Zu diesen drei Ebenen, „narration“, „histoire“, „discours“, der Erzählung, „récit“, entwickelt er in Analogie dazu drei Kategorien, in denen die Relationen zwischen diesen drei Ebenen kategorisiert werden: „voix“, „temps“ und „mode“.
Das Verhältnis von „histoire“ und „récit“ bestimmt die Kategorie der Zeit. Das „Wie“ des Erzählens, die kompositorische und sprachliche Realisierung einer Erzählung, „discours“, wird mit den Kategorien der Ordnung, der Dauer und der Frequenz eingehend untersucht. Ordnung meint das Verhältnis zwischen der Zeit der Erzählung und der Zeit des Geschehens. Genettes Instrumentarium setzt zwei grundlegende Kategorien, die zur Analyse erzählender Texte herangezogen werden sollen: der Modus, „mode“ („Wer sieht?“), im Gegensatz zur Stimme, „voix“ („Wer spricht, erzählt?“).
So sind es die Beziehungen untereinander, die Genette interessieren: zwischen Erzählung, „récit“ und Geschichte „histoire“ zum einen und zwischen Erzählung, „récit“, und Erzählen bzw. Erzählakt, „narration“, zum anderen.
Damit unterscheidet die französische strukturale Erzähltheorie im narrativen Text, der Erzählung (französisch récit), zwei Ebenen:
- „histoire“,[50]: das  „Was“  des Erzählens; der  Inhalt des Erzählten, die erzählte Geschichte, d. h. die vom Text abstrahierbare Menge von Ereignissen in ihrer rekonstruierten logisch-chronologischen Ordnung[51] und
- „discours“[52]: das Wie  des Erzählens; seine Präsentation oder sprachliche Darstellung bzw. die Formen der Präsentation, mittels derer eine Geschichte dargeboten wird, etwa unter Berücksichtigung der Reihenfolge, der Erzählperspektive.

Der Erzähler („Wer erzählt, wer spricht?“) und seine Merkmale werden dabei im Diskurs verortet. Die erzählende Instanz, die Stimme, drückt dabei immer eine zeitliche Beziehung zum Erzählten aus.

### Zeit
Genette differenziert die Zeit nach Ordnung, Dauer und Frequenz. Bei der Betrachtung der Zeitverhältnisse wird untersucht, in welcher Ordnung und Reihenfolge ein Geschehen vermittelt wird.
Damit wird die Zeitebene einer Erzählung Genette zufolge in eben diesen drei Kategorien analysiert:
- Ordnung: In welcher Reihenfolge wird das Geschehen in der Erzählung vermittelt?
- Dauer: Welche Dauer beansprucht die literarische Darstellung?
- Frequenz: In welchen Wiederholungsbeziehungen stehen das Erzählte und das Erzählen?

Für Genette weist die Erzählung eine doppelte temporale Sequenz auf, so die „Zeit des Erzählten“ selbst (erzählte Zeit oder Zeit der Geschichte) und die „Zeit der oder für die Erzählung“ (Erzählzeit oder Zeit der Erzählung), also die Zeit des Signifikats und die Zeit des Signifikanten.

#### Ordnung
In vielen erzählenden Texten ist die chronologische Reihenfolge der erzählten Ereignisse (Zeit der Geschichte) nicht identisch mit dem sprachlichen Ablauf der Erzählung selbst (Zeit der Erzählung). Es gibt etwa Fälle, in denen der eigentliche Schluss der Handlung ganz am Anfang des Textes steht (das wäre eine Prolepse) oder wo zum Schluss noch einmal zu einer dramatischen Situation rückgeblendet wird (Analepse). Generell spricht man in allen Fällen von einer Anachronie. Wenn der Erzähler die Reihenfolge, die Ordnung umstellt, wird der Vorgang Permutation genannt. Die dabei umgestellten Handlungselemente werden als narrative Anachronien beschrieben. Es gibt verschiedene Formen von Anachronien:
- Analepse ist eine Rückblende, ein Zeitsprung in die Vergangenheit, für Genette sogar jede nachträgliche Erwähnung eines vergangenen Ereignisses (auch Retrospektion)
  - wird absichtlich ausgeblendet oder etwas beiseitegelassen, spricht man von einer Paralipse (Lateralauslassung)
- Prolepse: Vorausschau, Zeitsprung in die Zukunft (auch Antizipation)
  - überschneidet sie sich nicht mit der erzählten Zeit, ist es eine externe Prolepse
  - verbleibt sie innerhalb der erzählten Zeit, spricht man von einer internen Prolepse
  - füllt sie im Voraus eine Lücke aus, ist es eine kompletive Prolepse
  - wird das gleiche Ereignis später noch einmal erzählt, ist es eine repetitive Prolepse („Vorgriff“)
- Achronie ist ein Extremfall der Anachronie; die chronologische Reihenfolge ist nicht rekonstruierbar (auch Syllepse).
- Ellipse nennt man eine Auslassung von Ereignissen in der Erzählung. Es handelt sich aber nicht um eine Anachronie, sondern um eine Beschleunigung des Erzähltempos.

#### Dauer
Die Dauer bezieht sich auf das Verhältnis zwischen der Zeitspanne, die das Erzählen im Verhältnis zum Erzählten einnimmt, also das Verhältnis von Erzählzeit und erzählter Zeit. Die Beschreibung eines Blitzes, der nur Sekundenbruchteile andauert, kann in einer Erzählung mehrere Seiten einnehmen. Man spricht dann von einer zeitdehnenden Erzählweise, da hier der Vorgang viel länger dauert als das erzählte Ereignis. Umgekehrt können in einer Erzählung Jahrhunderte in knappen Worten erledigt werden. Dies wäre ein Fall von starker Zeitraffung.
Wenn das Geschehen und die Erzählung in etwa den gleichen Zeitraum einnehmen, spricht man von zeitdeckendem Erzählen (Isochronie). Dies kommt beispielsweise oft bei Dialogen vor; man spricht auch von einer Szene.
Extreme Formen sind die Ellipse und die Pause. Bei der Ellipse wird – meist Unwichtiges – im Erzählen weggelassen: die Erzählung steht still, während das Geschehen weiter geht, sodass der Eindruck eines „Zeitsprungs“ entsteht. Die Pause hingegen bezeichnet den Stillstand der Handlung, während die Erzählung fortläuft, indem beispielsweise Abschweifungen oder nicht für die Handlung relevante Betrachtungen vorgenommen werden.

#### Frequenz
- Singulativ: Was einmal geschieht, wird genau einmal erzählt.
- Repetitiv: Was einmal geschieht, wird mehrmals erzählt. Z. B. wenn ein Geschehen aus der Sicht verschiedener Figuren dargestellt wird oder bei Wiederholungen.
- Iterativ: Was mehrmals geschieht, wird einmal erzählt. Z. B. „Wie jeden Morgen um sechs stellte er sich nach dem Aufstehen unter die Dusche …“

### Modus
Genette fasst den Grad an Mittelbarkeit versus Distanz und die Fokalisierung oder Perspektivierung des Erzählens zu einem Überbegriff des Modus zusammen. Der Modus des Erzählens ist ein Aspekt des discours. Der Begriff Modus inkludiert die Begriffe Distanz und Fokalisierung. Eine Analyse einer Erzählung nimmt nicht nur etwa die Zeitverhältnisse in den Blick, sondern in einer Erzählung ist auch der Modus von Bedeutung, d. h. wie mittelbar wird das Erzählte präsentiert (‚Distanz‘) und aus welcher Sicht wird erzählt (‚Fokalisierung‘). Mit dem Modus wird die Deutlichkeit angezeigt, mit der erzählt und der Leser über die Geschehnisse informiert wird.

#### Distanz/Mittelbarkeit
Den Grad der Distanz des Erzählers gegenüber dem Erzählten bestimmt Genette, indem er Platons Unterscheidung zwischen Diegesis (etwas wird bloß berichtet) und Mimesis (etwas wird in direkter Rede nachgeahmt) aufgreift und weiterentwickelt. Bleibe der Erzähler in seiner Erzählung präsent, liege ein „narrativer Modus“ vor. Trete er hinter der Figurenrede zurück, könne von einem „dramatischen Modus“ gesprochen werden.
- Narrativ: mehr Distanz (mittelbar, haple diegesis, telling)[59] stellt sich die Frage: Wie mittelbar wird das Erzählte präsentiert?[60]
  - Erzählte Rede (Bewusstseinsbericht, erzählte Rede)
- Transponierte Rede: steht, was den Grad an Distanz bzw. Mittelbarkeit betrifft, zwischen der dramatischen und der narrativen Rede. Die transponierte Rede umfasst die indirekte Rede und die erlebte Rede.
- Dramatisch: weniger Distanz (unmittelbar, mimesis, showing)
  - direkte autonome Figurenrede (ohne verbum dicendi)
  - direkte Figurenrede (mit verbum dicendi, z. B. „sagte er…“)
  - Bewusstseinsstrom
  - Gedankenzitat (mit verbum credendi, z. B. „dachte ich…“)
  - Innerer Monolog

#### Fokalisierung
Jeder Erzähltext lässt Rückschlüsse darüber zu, wer die Geschichte erzählt (Erzählstimme) und wer sie wahrnimmt (Fokalisierung). Frage: Wer sieht eigentlich? Genette beschreibt mit dem Begriff der Fokalisierung das Verhältnis zwischen dem „Wissen“ der Figuren einer Erzählung und ihrem Erzähler.
Dabei ist es notwendig die Erzählinstanz, obgleich mit dem metaphorischen Begriff des „Sehens“ belegt, nicht zu anthropomorphisieren, so ist der Erzähler bzw. Erzählinstanz ein reines Konstrukt, das vom Autor entworfen und eingesetzt wurde, um einen spezifischen Wissens- oder Informationshorizont abzustecken und den narrativen Informationsprozess im Feld der Erzählung zu steuern.
- Nullfokalisierung (französisch focalisation zéro): Der Erzähler weiß mehr als die Figur. Ein quasi omniszienter Erzähler überblickt alle Ereignisse in sämtlichen Tempora und Aspekten. (Erzähler > Figur). In Stanzelscher Terminologie entspricht dies weitestgehend auch dem auktorialen Erzähler.
- Interne Fokalisierung (französisch focalisation interne): Der Erzähler weiß genauso viel wie die Figur. Das Erzählen orientiert sich an der Perspektive einer Person. (Erzähler = Figur). Dabei ist ein Erzähler der 1. oder in der 3. Person spricht denkbar. Nach Stanzel deckt sich dies weitestgehend mit dem personalem Erzähler.
- Externe Fokalisierung (französisch focalisation externe): Der Erzähler weiß weniger als die Figur. Das Erzählen wird aus der Perspektive eines Erzählers geschildert, der keine Introspektion besitzt oder diese nicht versprachlicht. (Erzähler < Figur)

### Stimme/Erzähler
Für Genette produziert der Autor in dem Prozess, der sich entwickelnden Geschichte, den Erzähler und stellt diesen zwischen den Leser/Rezipienten und der Erzählung.
Frage: Wer spricht eigentlich? Oder Wer erzählt oder versprachlicht Ereignisse? Die erste Frage nimmt metaphorisch Bezug auf die menschliche Stimme und möchte die Unterscheidung zwischen der, in der Erzählung auftretenden grammatikalischen Personen, 1. und der 3. Person treffen sowie die Frage klären, wie und ob der Erzähler in der erzählten Welt (Diegese) vorkommt.

#### Zeit der Narration
Unter dem „Blickwinkel der relationalen Zeitposition“ (der Erzählung) wird folgendermaßen unterschieden:
- spätere Narration: die klassische Position der Erzählung in Vergangenheitsform
- frühere Narration: prädiktive Erzählung, im Allgemeinen im Futur, kann aber auch im Präsens vorgetragen werden
- gleichzeitige Narration: Erzählung im Präsens, begleitet die Handlung simultan
- eingeschobene Narration: zwischen die Momente der Handlung eingeschoben

#### Person (Homodiegetisch/Heterodiegetisch)
Die Kategorie 'Person' beschreibt die Positionierung des Erzählers oder Beteiligungsgrad relativ zur erzählten Welt, (Autor ≠ Erzähler!). In homodiegetischen Erzählungen kommt der Erzähler in der Geschichte als Figur vor, während der heterodiegetische Erzähler ein Erzähler ist, der sich nicht selbst als Ereignisträger an der Geschichte beteiligt.  Für Genette ist jeder Erzähler ein „Ich“, das aber in ein „erzählendes“ und ein „erzähltes Ich“ graduell abgestuft und damit im Erzähltext nicht zweifelsfrei zugeordnet werden kann, so dass die Grenze zwischen Homo- und Heterodiegese reichlich unklar bliebe.
- Homodiegetisch: Der Erzähler ist Teil der Diegese (der erzählten Welt). (Neuere Erzähltheorien gehen davon aus, dass der Erzähler die erzählte Welt nur mit Hilfe der Wahrnehmung einer Figur in der erzählten Welt vermittelt; er verschmilzt nicht mit dieser Person.)
- Heterodiegetisch: Der Erzähler ist kein Teil der Diegese. (Neuere Erzähltheorien gehen davon aus, dass der Erzähler grundsätzlich als vermittelnde Instanz zwischen Erzähltext (inklusive erzählter Welt) und Rezipient des Textes ist. Er wird nur explizit oder implizit dargestellt.)
- Autodiegetisch: Der (homodiegetische) Erzähler ist zugleich die Hauptfigur, der Erzähler erzählt gewissermaßen seine eigene Geschichte. (Analog zur Theorie des homodiegetischen Erzählers geht man in der neueren Erzähltheorie davon aus, dass Erzähler und Figur nicht verschmelzen können, weil sie zwei unterschiedliche Bewusstseinsstufen bezüglich der Existenz des Erzähltextes haben – die Figuren wissen nicht, dass sie Teil einer Erzählung des Erzählers sind. Der Erzähler kann also nie der Protagonist seiner eigenen Geschichte sein. Wenn eine Figur ihre eigene Geschichte aus der Rückschau erzählt, hat sie als Erzähler mindestens eine andere Haltung zu den erzählten Handlungen, als sie im Moment der Handlungen hatte).

#### Ebene (Diegetisch/Extradiegetisch)
Hier geht es um die Fragen: „Wer erzählt wem?“ bzw. „Wie sind die erzählerischen Ebenen im (mehrstufigen) Inklusionsschema eines Erzähltextes aufgeteilt?“
Der extradiegetische Erzähler ist der Erzähler, der die äußere Handlung (Rahmenerzählung, wenn es eine Binnenerzählung gibt; diegetische bzw. intradiegetische Erzählung bei Genette) erzählt.
Kommt in dieser Erzählung wieder ein Erzähler vor, so handelt es sich um einen intradiegetischen Erzähler, das, was er erzählt, ist eine metadiegetische Erzählung (Binnenerzählung). Ein metadiegetischer Erzähler erzählt eine metametadiegetische Erzählung usw.
- Beispiel: Ein (intradiegetischer) Erzähler beschreibt, wie es sich eine Familie am Kamin gemütlich macht, um Omas Geschichten zu lauschen. Die alte Dame beginnt, von der Liebe ihrer Jugend zu erzählen (Binnenerzählung). Oma erinnert sich dabei an ein Gespräch mit ihrem ersten Liebhaber. Dieser erzählt, dass er auch schon länger ein Auge auf sie geworfen hat und beschreibt (metadiegetisch) seine erste Begegnung mit ihr.

- Weitere Beispiele:
  - extradiegetisch-heterodiegetisch: Alexei Wassiljewitsch Naryschkin erzählt, wie Denis Diderot zum ersten Mal zur Zarin Katharina der Großen nach Russland reist.
  - extradiegetisch-homodiegetisch: Denis Diderot erzählt, wie er in Sankt Petersburg mit der Zarin zusammentrifft.
  - intradiegetisch-heterodiegetisch: Alexei Wassiljewitsch Naryschkin erzählt, wie Denis Diderot am Abend erzählt hat, wie er mit der Zarin zusammentraf.
  - intradiegetisch-homodiegetisch: Denis Diderot erzählt, wie er Alexei Wassiljewitsch Naryschkin erzählt hat, wie er mit der Zarin zusammentraf.

### Genettes problematischer Raumbegriff
Mit den Begriffen Distanz, Perspektive und Fokalisierung konkretisiert Genette die modalen Einstellungen einer Erzählung und erfasst gleichsam indirekt die räumliche Komponente. Für Genette wird die Linearität und Chronologie in dem erzählenden Text nach seiner Konzeption immer immanent sein. Dem Raum wird damit aber eine für die Erzählung konstitutive Funktion abgesprochen oder sie wird zumindest nicht explizit reflektiert.
Genette gab zur Begründung an, dass ein räumlicher Bezug zwischen Erzähler und Erzähltem im Gegensatz zum zeitlichen Bezug keiner notwendigen Spezifizierung bedürfe.

## Erzähltheorie Wolf Schmids
Schmid (2005) weist auf die Vermischung der Genette'schen Begriffe extra- und intradiegetisch hin, verwische er doch hiermit die absoluten Ebenen im Inklusionsschema, also der hierarchischen Staffelung der verschiedenen Erzählebenen, mit seiner relationalen Unterscheidung von Erzählen und Erzähltem.
Die Begriffe extra-, intra- und metadiegetischer Erzähler werden von Schmid, in Anlehnung an Romberg, als primärer, sekundärer, tertiärer etc. Erzähler bezeichnet.
Darüber hinaus weist Schmids Differenzierung von „Exegesis“, und „Diegesis“ für die Unterscheidung der Ebene des Erzählens einerseits und der Ebene des Erzählten  eine bessere Diskrimationsfähigkeit auf. Wird die duale Begrifflichkeit gepaart mit der numerischen Bezeichnung der Erzähler in primäre, sekundäre, tertiäre etc. wird eine präzise Terminologie geschaffen.
Nach Genette sind auf der narrativen Ebene oder den Erzählebenen („Ort des Erzählens“) zu unterscheiden, dabei ist der Erzähler oder Erzählinstanz grundlegend vom Autor zu unterscheiden:
- extradiegetisch („erste Stufe“): eine Geschichte wird erzählt
- intradiegetisch („zweite Stufe“): in einer Erzählung wird erzählt.

auf den verschiedenen Ebenen im Inklusionsschema des Erzähltextes („Stellung des Erzählers zum Geschehen“) werden unterschieden:
- homodiegetisch: der Erzähler und die Geschichte gehören zur selben Welt; Erzähler tritt erlebend als eine Figur in der Erzählung auf,[79] der er etwa im Rückblick erzählend als Vermittler berichtet. Nach Schmid ist der „homodiegetische Erzähler“ der „diegetische Erzähler“, das auf der Ebene der „Exegesis“ ein „erzählendes Ich“ und auf der Ebene der „Diegesis“ ein „erzähltes Ich“ aufweisen kann.
- heterodiegetisch: der Erzähler und die Geschichte gehören nicht zur selben Welt; der Erzähler erscheint in der Geschichte nicht als Figur.[80] Nach Schmid ist der „heterodiegetische Erzähler“ der „nicht-diegetische Erzähler“. Das nur auf der Ebene der „Exegesis“ ein „erzählendes Ich“ aufweist, eine Kategorie die auf der Ebene der Diegesis leer bleiben muss.[81]
- metadiegetisch sind alle weiteren untergeordneten Erzähler.

| Terminologie Genettes (Ebene/Beteiligungsgrad) | Erläuterung | von Schmid vorgeschlagene Terminologie | Bedeutung |
| ---------------------------------------------- | --- | -------------------------------------- | --- |
| extradiegetisch-heterodiegetischer Erzähler    | Erzähler erster Stufe (Erzählen), der eine Geschichte erzählt, in der er nicht vorkommt                         | primärer nichtdiegetischer Erzähler    | Der Erzähler bzw. die Erzählinstanz tritt nicht als Figur auf, er ist nicht Teil der Handlung, meistens deutet er dem Leser gegenüber seine Präsenz nicht einmal an. |
| extradiegetisch-homodiegetischer Erzähler      | Erzähler erster Stufe (Erzählen), der seine eigene Geschichte erzählt                                           | primärer diegetischer Erzähler         | Der Erzähler ist eine Figur innerhalb der Erzählung und gibt die äußerste Ebene der Handlung wieder.                                                                 |
| intradiegetisch-heterodiegetischer Erzähler    | Erzähler zweiter Stufe, der Geschichten erzählt (erzähltes Erzählen), in denen er im Allgemeinen nicht vorkommt | sekundärer nichtdiegetischer Erzähler  | Eine Figur innerhalb der (extradiegetisch-hetero- oder homodiegetischen) Erzählung erzählt von Ereignissen, an denen sie selbst aber nicht beteiligt war.            |
| intradiegetisch-homodiegetischer Erzähler      | Erzähler zweiter Stufe (erzähltes Erzählen), der seine eigene Geschichte erzählt                                | sekundärer diegetischer Erzähler       | Eine Figur innerhalb der (extradiegetisch-hetero- oder homodiegetischen) Erzählung erzählt von Ereignissen, an denen sie beteiligt war.                              |
| metadiegetisch-heterodiegetischer Erzähler     | erzähltes erzähltes Erzählen, ohne Vorkommen des Erzählers                                                      | tertiärer nichtdiegetischer Erzähler   | - |
| metadiegetisch-homodiegetischer Erzähler       | erzähltes erzähltes Erzählen, mit Vorkommen des Erzählers                                                       | tertiärer diegetischer Erzähler        | - |

Schmid ersetzt mit seiner Terminologie „diegetisch“ und „nichtdiegetisch“, die häufig verwendete, aber problematische Dichotomie des „Ich-Erzählers“ vs „Er-Erzählers“. Wenn sich das „Ich“ nur auf den Erzählakt bezieht, ist der Erzähler nichtdiegetisch. Wenn sich das „Ich“ mal auf den Erzählakt und ein anderesmal auf die erzählte Welt bezieht, ist er diegetisch.

## Erzähltheorie Franz Karl Stanzels
Stanzel fügt die Oppositionen zwischen Innen- und Außenperspektive im Zusammenhang mit dem Erzähler- und Reflektormodus zu einem Modell zusammen. In seiner Opposition des Modus, also Erzähler vs. Reflektor wird eine Instanz herausgearbeitet, dem die Sprache zuzuordnen ist, also des Erzählers und dem Bewusstsein der Reflektorfigur. In der Opposition der Perspektive grenzt er eine Sicht von innen (interne Perspektive) ab, die beschränkt ist auf die Kenntnis und der Wahrnehmung der Reflektorfigur und die im Gegensatz zu der Sicht von außen steht, die auf die fiktionale Welt unbeschränkt ist (externe Perspektive).

### Erzählsituationen
Erzählungen können aus der Perspektive (Erzählverhalten) eines Erzählers, aus der der Figuren oder aus einer neutralen, unpersönlichen Perspektive versprachlicht werden.
- Das Typologische Modell der Erzählsituationen („Es“) nach Franz K. Stanzel unterscheidet
  - Auktoriale Erzählsituation[86]: Es gibt einen allwissenden Erzähler (quasi „gottähnlich“, dem alles möglich ist[87]), welcher sich jedoch nicht neutral zur Handlung verhält und sich immer wieder kommentierend und bewertend in die Handlung einmischt.
  - Personale Erzählsituation[88]: Erzählung aus Sicht einer bestimmten Figur, d. h. zumeist legt er sich auf den Blickwinkel und dem Wahrnehmungs- bzw. Erfahrungshorizont einer Figur („singulär“[89]) fest. Mit „personal“ bzw. „Person“ wird die Reflektorfigur bezeichnet, durch deren Bewusstsein und Vorstellungswelt die Geschichte durch den Erzähler sozusagen reflektiert wiedergegeben wird.[90] Eine Variante des personalen Erzählers ist der
    - neutrale Erzähler,[91] er nimmt die Position eines unsichtbaren Beobachters ein, dabei wertet oder urteilt er nicht. Auf Retrospektiven oder Zeitsprünge in die Zukunft wird verzichtet. Der Erzähler kommentiert das Geschehen nicht, der Leser  wird nicht direkt durch den Erzähler angesprochen. Er verzichtet auf die Innensicht der Figuren.

  - Ich-Erzählsituation[92]: Es wird in der ersten Person erzählt.
    - tritt der Ich-Erzähler nicht als Hauptfigur der Geschichte auf, sondern als eine Randfigur, nennt ihn Stanzel den „peripheren Ich-Erzähler“[93]
- Mise en abyme, zurückgehend auf André Gide.
- Unzuverlässiges bzw. unglaubwürdiges Erzählen (siehe Unzuverlässiges Erzählen)

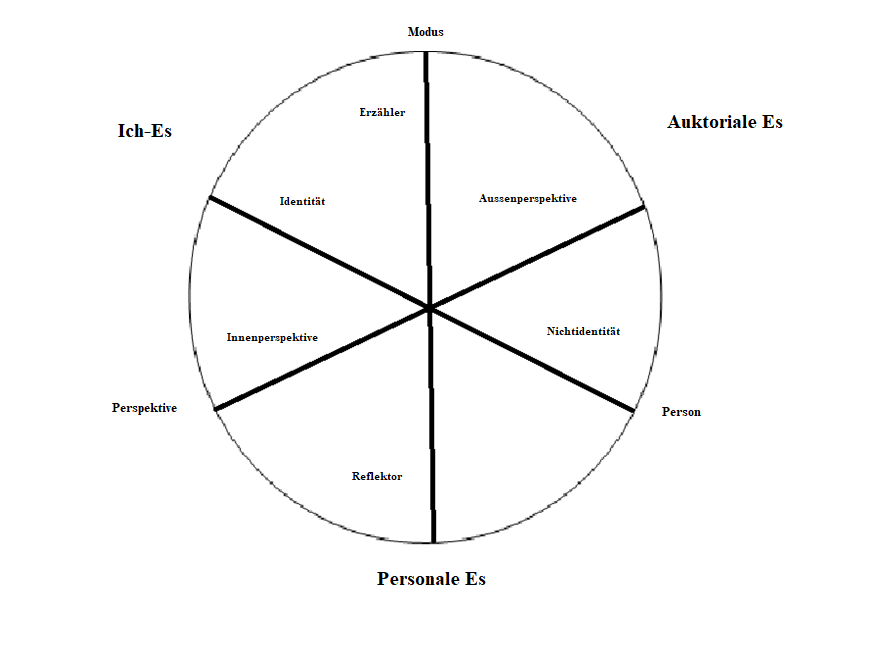
Darstellung von Franz K. Stanzels kleinem Typenkreis, modifiziert aus Theorie des Erzählens. (1995) Die Konstituenten sind die kräftigeren Linien, welche die Kreissehnen bilden. „Es“ entspricht abgekürzt der „Erzählsituation“

### Erzählschema
Unter dem Erzählschema versteht man allgemein die Struktur der linearen Abfolge (oder sequenzielle Struktur) der Elemente einer Erzählung auf der Ebene der Ereignisse und Handlungen (histoire). Neben der histoire-Ebene gibt es die Ebene des discours, das ist die konkrete sprachliche Ausgestaltung des Textes (z. B. durch rhetorische Stilmittel). Bei der Analyse des Erzählschemas wird sie nicht berücksichtigt.
Wenn man ein Erzählschema analysiert, geht man folgendermaßen vor. Zunächst untersucht man, in welcher Abfolge die Ereignisse in der Erzählung (histoire) erzählt werden und ordnet sie linear abstrahiert von da zu einem Schema:
Ein Mord geschieht – die Polizei untersucht den Fall und steht vor einem Rätsel – der Detektiv wird beauftragt – die Hauptverdächtige flirtet mit dem Detektiv – ein weiterer Verdächtiger wird befragt – usw.
Diese Abfolge kann man weiter abstrahieren:
Verbrechen – Suche nach dem Täter – (mehrfache Fehlschläge) – Verhaftung.
Damit erhält man ein sehr simples Schema des Kriminalromans.
Vergleicht man beispielsweise mehrere Erzählungen eines Autors (oder auch mehrerer Autoren), kann man feststellen, ob der Aufbau der Erzählung auf der Ebene der Histoire immer gleich verläuft, ob die Abfolge variiert etc. In der Literatur sind bestimmte Erzählschemata so erfolgreich, dass sie von vielen Autoren übernommen werden, z. B. der Bildungsroman, die Kurzgeschichte, die Novelle. Natürlich gibt es hier im Einzelfall wiederum Abweichungen vom Schema, oder es werden neue Schemata entwickelt.
Das konventionellste Schema eines erzählenden Textes wird im Schulunterricht gelehrt: Es besteht aus einer Exposition, in der die handelnden Figuren vorgestellt werden, einem Hauptteil, in dem die Handlung entwickelt wird und der mit einem dramatischen Höhepunkt (Klimax, bei komischen Erzählungen Pointe) endet, gefolgt von einem Schluss. Das Schema stammt eigentlich aus der Dramenanalyse, geht in Ansätzen auf Aristoteles zurück und findet sich ausformuliert erst bei Gustav Freytag (1863).
Siehe auch: Fabel und Motiv (Literatur)

## Weitere Ansätze
Es gibt einige weitere Ansätze der Erzähltheorie, die mehr oder weniger in sich geschlossene Modelle bilden, so etwa von Franz Karl Stanzel. Weitere Ansätze ergeben sich durch eine Kombination der klassischen Narratologie mit anderen Disziplinen, Medien und Genres, sowie der Beeinflussung durch post-strukturalistisches Gedankengut. Beispiele hierfür sind die feministische Narratologie, die kognitive Narratologie oder die linguistische Narratologie. Die neuen Ansätze sind nur zum Teil gut ausgearbeitet, bieten aber ein weites Feld für weitere Theorien.
In der Biosoziologie, einem Teilbereich der Soziologie, wird von manchen Forschern die These vertreten, dass die Geschichte des Menschen mit der Erfindung des Erzählens beginnt. Es gibt keine Möglichkeit, diese Hypothese empirisch zu belegen; vielmehr ist damit gemeint, dass das Menschsein sich zentral über die Fähigkeit des Erzählens definiert (siehe Anthropologie).
So geht man in der Soziologie davon aus, dass in vielen „Völkern der Urzeit“ – ebenso wie bei manchen noch heute existierenden indigenen Ethnien, die keine Schrift kennen – der Erzähler eine wichtige soziale Funktion hat. Ein Erzähler trägt die Mythen, Genealogien, Märchen und Sagen eines Volkes mündlich weiter. Dadurch bildet er das soziale Gedächtnis seines Stammes.
Siehe auch: Mündliche Überlieferung

## Kritik an der Narratologie
1990 gelangte Christine Brooke-Rose zu der Einschätzung, dass Narratologie selbst kaum mehr als Geschichtenerzählen sei – wie alles Benennenwollen –, auch wenn es als eine gute Geschichte anzusehen sei. Narratologie werde aber dann trivial, wenn sie sich darauf verlegt, Gesetzmäßigkeiten von universaler Gültigkeit zusammentragen zu wollen. Interessant sei es immerhin, wenn sich analytisches Interesse wegwende von Text als Objekt (mit inhärenten Strukturen) und hin zum Leser, von dem angenommen wird, dass er diese Strukturen internalisiert habe und gelernt habe, sie zu erkennen. Narratologische Forscher würden allerdings den Eindruck machen, sie selbst hätten die Erfahrung dringend nötig, was passiert, wenn sie einen Text nicht ohne Hindernisse verstehen. Sehr nützlich sei Narratologie gewesen, um einzelne Mechanismen von Sprache und Text genauer zu bestimmen, aber Diskussionen über narratologische Phänomene seien in der Selbstbezüglichkeit stecken geblieben, ähnlich wie der „postmoderne“ Roman. Jede Phase habe eben die Rhetorik, die sie verdiene, resümiert Brooke-Rose.

### Klassiker
Älteste zuerst
- Eberhard Lämmert: Bauformen des Erzählens. Metzler Verlag, Stuttgart 1955; ab 1972, ISBN 3-476-00097-4.
- Roland Barthes: Einführung in die strukturale Analyse von Erzählungen. In: Roland Barthes: Das semiologische Abenteuer. (frz. 1966), Suhrkamp, Frankfurt am Main 1988, ISBN 3-518-11441-7.
- Jochen Vogt: Aspekte erzählender Prosa. Fink, München 1972. (10. Auflage). (= UTB. 2761; Neuauflage 2008) ISBN 978-3-8252-2761-6.
- Gérard Genette: Die Erzählung. Fink, München 1994. (3. Auflage. (= UTB. 8083). 2010, frz. 1972/1983), ISBN 978-3-8252-8083-3.
- Franz K. Stanzel: Theorie des Erzählens. Vandenhoeck, Göttingen 1979. (8. Auflage. (= UTB. 904; Neuauflage 2008)), ISBN 978-3-8252-0904-9.
- Schlomith Rimmon-Kenan: Narrative Fiction. Contemporary Poetics. 1983. (Neuauflage: Routledge, London / New York 2007), ISBN 978-0-415-28022-8
- Paul Ricœur: Zeit und Erzählung. Band II. Zeit und literarische Erzählung. München 1989. (frz. 1984)
- Jürgen H. Petersen: Erzählsysteme. Eine Poetik epischer Texte. Metzler, Stuttgart/Weimar 1993, ISBN 3-476-00896-7.
- James Phelan, Peter J. Rabinowitz (Hrsg.): A Companion to Narrative Theory. Blackwell Publishing, Malden/Mass./ Oxford 2005, ISBN 1-4051-1476-2.

### Neuere Einführungen
- Christoph Bode: Der Roman. Eine Einführung. (= UTB. 2580). Francke, Tübingen/Basel 2005, ISBN 3-8252-2580-1.
- Monika Fludernik: Erzähltheorie. Eine Einführung. WBG, Darmstadt 2006. (3. Auflage. 2010) ISBN 978-3-534-16330-4.
- Tilmann Köppe, Tom Kindt: Erzähltheorie. Eine Einführung. (= Universal-Bibliothek. Nr. 17683). Reclam, Stuttgart 2014, ISBN 978-3-15-017683-2.
- Silke Lahn, Jan Christoph Meister: Einführung in die Erzähltextanalyse. J.B. Metzler, Stuttgart 2008. (3., aktual. Auflage. 2016), ISBN 978-3-476-02598-2.
- Matías Martínez, Michael Scheffel: Einführung in die Erzähltheorie. C. H. Beck, München 1999. (10., aktual. u. überarb. Auflage. 2016) ISBN 978-3-406-63860-2.
- Nicole Mahne: Transmediale Erzähltheorie. Eine Einführung. Vandenhoeck & Ruprecht, Göttingen 2007, ISBN 978-3-8252-2913-9.
- Wolf Schmid: Elemente der Narratologie. Walter de Gruyter, Berlin 2008. (3., erw. u. überarb. Auflage. 2014; russ. 2005) ISBN 978-3-11-020264-9.
- Peter Wenzel (Hrsg.): Einführung in die Erzähltextanalyse. Kategorien, Modelle, Probleme. Wiss. Verlag Trier, Trier 2004, ISBN 3-88476-700-3.
- Michael Müller, Petra Grimm: Narrative Medienforschung. Einführung in Methodik und Anwendung, UVK, Konstanz/München 2016, ISBN 978-3-86764-499-0.

### Allgemeines
- J. Alexander Bareis: Fiktionales Erzählen. Zur Theorie der literarischen Fiktion als Make-Believe. (= Göteborger Germanistische Forschungen 50), Acta Universitatis Gothoburgensis, Göteborg 2008, ISBN 978-91-7346-605-9, (Volltext  auf portal.research.lu.se)

### Nachschlagewerke
- David Herman, Manfred Jahn, Marie-Laure Ryan (Hrsg.): Routledge Encyclopedia of Narrative Theory. Routledge, London u. a. 2010, ISBN 978-0-415-77512-0.
- Peter Hühn u. a.: The living handbook of narratology (LHN). Hamburg University Press, Hamburg. (Open-Access-Publikation, basierend auf dem Handbook of Narratology, erschienen 2009 bei de Gruyter.)